# Palaeomolis erschoffi
Palaeomolis erschoffi là một loài bướm đêm thuộc phân họ Arctiinae, họ Erebidae.